# Главнокомандващ
Главнокомандващият е началник на вид въоръжени сили в дадена държава или съюз. Върховният главнокомандващ е началник на всички обединени въоръжени сили в страната. Често ролята на главнокомандващия не изисква лицето да е било офицер или войник. В България върховен главнокомандващ по време на война е президентът. Някои военни съюзи, като например НАТО, също имат главнокомандващ.
Терминът може да се отнася и за временна или постоянна военна длъжност, заемана на даден театър на военните действия.